# Інститут вищих наукових досліджень
Інститут вищих наукових досліджень (фр. Institut des hautes études scientifiques; IHÉS) — французький національний науково-дослідний математичний інститут заснований 1958 року в Бюр-сюр-Іветт бізнесменом і математичним фізиком Леоном Мотчаном за допомогою Роберта Оппенгеймера та Жана Д'єдонне. Інститут був створений за моделлю відомого американського Інституту перспективних досліджень у Прінстоні. Дослідження інституту зосереджені на сучасних розділах математики та математичної фізики. Фінансується переважно через Міністерство вищої освіти та наукових досліджень Франції та національний центр наукових досліджень.

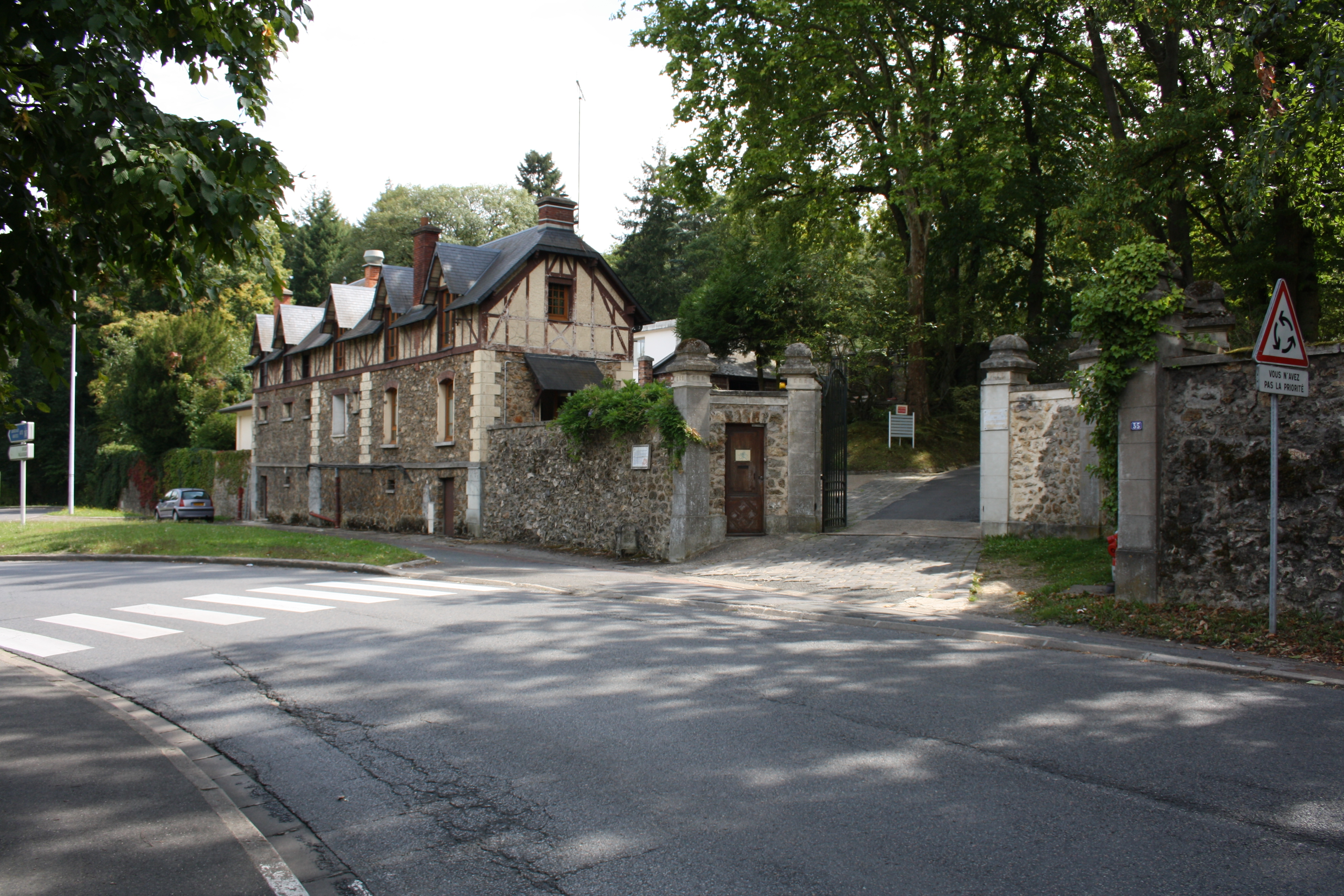
Бюр-сюр-Іветт.